# Campsegret
Campsegret (trong tiếng Occitan Camp Sègret) là một xã của Pháp, nằm ở tỉnh Dordogne trong vùng Aquitaine của Pháp. Xã này có diện tích 13,83 km2, dân số năm 2004 là 384 người. Xã nằm ở khu vực có độ cao trung bình 79 m trên mực nước biển.

## Thông tin nhân khẩu
| Năm    | 1962 | 1968 | 1975 | 1982 | 1990 | 1999 | 2004 |
| ------ | ---- | ---- | ---- | ---- | ---- | ---- | ---- |
| Dân số | 361  | 342  | 351  | 379  | 403  | 351  | 384  |